# Episodi di Fraggle Rock (quarta stagione)
La quarta stagione della serie televisiva Fraggle Rock è stata trasmessa in anteprima negli Stati Uniti d'America dalla HBO tra il 6 gennaio 1986 e il 31 marzo 1986.
| nº | Titolo originale                  | Titolo italiano | Prima TV USA     | Prima TV Italia |
| -- | --------------------------------- | --------------- | ---------------- | --------------- |
| 1  | Sprocket's Big Adventure          | inedito         | 6 gennaio 1986   | inedito         |
| 2  | Wembley's Wonderful Whoopie Water | inedito         | 13 gennaio 1986  | inedito         |
| 3  | Sidebottom Blues                  | inedito         | 20 gennaio 1986  | inedito         |
| 4  | Uncle Matt's Discovery            | inedito         | 27 gennaio 1986  | inedito         |
| 5  | Junior Faces the Music            | inedito         | 3 febbraio 1986  | inedito         |
| 6  | A Tune for Two                    | inedito         | 10 febbraio 1986 | inedito         |
| 7  | The Perfect Blue Rollie           | inedito         | 17 febbraio 1986 | inedito         |
| 8  | A Brush with Jealousy             | inedito         | 24 febbraio 1986 | inedito         |
| 9  | Wembley's Flight                  | inedito         | 3 marzo 1986     | inedito         |
| 10 | Red's Blue Dragon                 | inedito         | 10 marzo 1986    | inedito         |
| 11 | Wonder Mountain                   | inedito         | 17 marzo 1986    | inedito         |
| 12 | Space Frog Follies                | inedito         | 24 marzo 1986    | inedito         |
| 13 | Boober Gorg                       | inedito         | 31 marzo 1986    | inedito         |